# Szovjet férfi kosárlabda-válogatott
A szovjet férfi kosárlabda-válogatott a Szovjetunió férfi nemzeti kosárlabda csapata volt 1947 és 1991 között. Tizennégyszer nyerték meg a nyári olimpiai játékok kosárlabda-tornáját, valamint kilencszeres világbajnokok és tizennégyszeres Európa-bajnokok.
A szerzett érmek számát tekintve a Szovjetunió a kosárlabda történetének egyik legsikeresebb válogatottja.

## Története
A szovjet férfi kosárlabda-válogatott az 1947-es férfi kosárlabda-Európa-bajnokságon szerepelt először, amit rögtön meg is nyertek. Hamar megmutatkozott a dominanciájuk és mintegy negyven éven keresztül a legmeghatározóbb együttessé váltak az európai mezőnyben.
1957 és 1971 között zsinórban nyolc Európa-bajnokságon végeztek a dobogó legmagasabb fokán és mindössze egy mérkőzésen szenvedtek vereséget. 
Világbajnokságon először 1959-ben szerepeltek, első világbajnoki címüket pedig 1967-ben szerezték meg. A nyári olimpiai játékokon 1952 és 1964 között négy alkalommal is bejutottak a döntőbe, de ott rendre alulmaradtak az amerikai válogatottal szemben. 
Az 1972. évi nyári olimpiai játékok kosárlabdatornájának a döntőjében ismét a rekorder amerikai válogatottal találkoztak. Az utolsó másodpercekben az amerikai csapat 50–49-re vezettek, majd miután a szovjetek elvégezték a bedobást megszólalt a dudaszó, az amerikaiak pedig ünneplésbe kezdtek. Azonban a szovjetek nehezményezték, hogy anélkül szólalt meg a mérkőzés végét jelző dudaszó, hogy játékban lett volna a labda. A bírák végül nekik adtak igazat és visszaállították az órát 3 másodpercre. A bedobást követően a labda az amerikai palánk alatt álló Alekszandar Bjelovhoz került, aki bedobta a labdát a gyűrűbe és megfordította a mérkőzés állását 51–50-re, ezzel megszerezve a Szovjetunió történetének első aranyérmét az olimpiai játékokon. Az amerikaiak sosem ismerték el a vereséget és nem vették át az ezüstérmeket, melyeket azóta is Lausanne-ban, a Nemzetközi Olimpiai Bizottság székhelyén őriznek egy vitrinben.
1974-ben és 1982-ben megszerezték a második, illetve a harmadik világbajnoki elsőségüket. Az 1988. évi nyári olimpiai játékok döntőjében 76–63-ra legyőzték Jugoszláviát, ezzel megszerezték a Szovjetunió második olimpiai bajnoki címét kosárlabdában. Ez volt a szovjet férfi kosárlabda-válogatott történetének utolsó aranyérme.

## Eredmények
| Olimpiai játékok | Olimpiai játékok | Olimpiai játékok | Olimpiai játékok | Olimpiai játékok |
| Év               | Eredmény         | M                | Gy               | V                |
| ---------------- | ---------------- | ---------------- | ---------------- | ---------------- |
| 1936             | nem vett részt   | nem vett részt   | nem vett részt   | nem vett részt   |
| 1948             | nem vett részt   | nem vett részt   | nem vett részt   | nem vett részt   |
| 1952             | Ezüst            | 8                | 6                | 2                |
| 1956             | Ezüst            | 8                | 5                | 3                |
| 1960             | Ezüst            | 8                | 6                | 2                |
| 1964             | Ezüst            | 9                | 8                | 1                |
| 1968             | Bronz            | 9                | 8                | 1                |
| 1972             | Arany            | 9                | 9                | 0                |
| 1976             | Bronz            | 7                | 6                | 1                |
| 1980             | Bronz            | 8                | 6                | 2                |
| 1984             | visszalépett     | visszalépett     | visszalépett     | visszalépett     |
| 1988             | Arany            | 8                | 7                | 1                |
| 1992             | 4. hely          | 8                | 5                | 3                |
| Összesen         | 10/13            | 82               | 66               | 16               |

| FIBA-világbajnokság | FIBA-világbajnokság | FIBA-világbajnokság | FIBA-világbajnokság | FIBA-világbajnokság |
| Év                  | Eredmény            | M                   | Gy                  | V                   |
| ------------------- | ------------------- | ------------------- | ------------------- | ------------------- |
| 1950                | nem vett részt      | nem vett részt      | nem vett részt      | nem vett részt      |
| 1954                | nem vett részt      | nem vett részt      | nem vett részt      | nem vett részt      |
| 1959                | 6. hely             | 9                   | 7                   | 2                   |
| 1963                |                     | 9                   | 7                   | 2                   |
| 1967                |                     | 9                   | 8                   | 1                   |
| 1970                |                     | 9                   | 7                   | 2                   |
| 1974                |                     | 10                  | 9                   | 1                   |
| 1978                |                     | 8                   | 6                   | 2                   |
| 1982                |                     | 9                   | 8                   | 1                   |
| 1986                |                     | 10                  | 9                   | 1                   |
| 1990                |                     | 8                   | 6                   | 2                   |
| Összesen            | 9/11                | 80                  | 66                  | 14                  |

| Európa-bajnokság | Európa-bajnokság | Európa-bajnokság | Európa-bajnokság | Európa-bajnokság |
| Év               | Eredmény         | M                | Gy               | V                |
| ---------------- | ---------------- | ---------------- | ---------------- | ---------------- |
| 1935             | nem vett részt   | nem vett részt   | nem vett részt   | nem vett részt   |
| 1937             | nem vett részt   | nem vett részt   | nem vett részt   | nem vett részt   |
| 1939             | nem vett részt   | nem vett részt   | nem vett részt   | nem vett részt   |
| 1941             | elmaradt         | elmaradt         | elmaradt         | elmaradt         |
| 1946             | nem vett részt   | nem vett részt   | nem vett részt   | nem vett részt   |
| 1947             |                  | 6                | 6                | 0                |
| 1949             | nem vett részt   | nem vett részt   | nem vett részt   | nem vett részt   |
| 1951             |                  | 9                | 9                | 0                |
| 1953             |                  | 10               | 10               | 0                |
| 1955             |                  | 11               | 9                | 2                |
| 1957             |                  | 10               | 10               | 0                |
| 1959             |                  | 9                | 9                | 0                |
| 1961             |                  | 8                | 8                | 0                |
| 1963             |                  | 9                | 9                | 0                |
| 1965             |                  | 9                | 9                | 0                |
| 1967             |                  | 9                | 9                | 0                |
| 1969             |                  | 7                | 6                | 1                |
| 1971             |                  | 7                | 7                | 0                |
| 1973             |                  | 7                | 6                | 1                |
| 1975             |                  | 7                | 6                | 1                |
| 1977             |                  | 7                | 5                | 2                |
| 1979             |                  | 8                | 7                | 1                |
| 1981             |                  | 9                | 9                | 0                |
| 1983             |                  | 7                | 6                | 1                |
| 1985             |                  | 8                | 7                | 1                |
| 1987             |                  | 8                | 7                | 1                |
| 1989             |                  | 5                | 4                | 1                |
| 1991             | nem jutott be    | nem jutott be    | nem jutott be    | nem jutott be    |
| Összesen         | 21/28            | 170              | 158              | 12               |